# Aldrin Zárate Bernuy
Aldrin Zárate Bernuy es un contador público y político peruano. Fue alcalde del distrito de El Tambo en entre 2015 y 2018.
Nació en Huancayo, Perú, el 21 de julio de 1963, hijo de José León Zárate Aguirre y Julia Isabel Bernuy Cunza. Cursó sus estudios primarios y secundarios en su ciudad natal. En 1993 se tituló de educador en la Universidad Nacional del Centro del Perú y, el 2004, obtuvo el título de contador público por la Universidad Peruana Los Andes.
Participó en las elecciones municipales de 2010 como candidato del Movimiento Político Regional Perú Libre a la alcaldía del distrito de El Tambo, perdiendo la elección ante el entonces alcalde Ángel Unchupaico. En las elecciones municipales de 2014 obtuvo la elección como alcalde. Tras la prohibición legal de reelección de las autoridades ediles, participó en las elecciones regionales del 2018 como candidato a gobernador regional de Junín por Unión por el Perú sin éxito.
En las elecciones regionales del 2022 postuló a la gobernaduría de la región Junín por el movimiento Corazón Patriota obteniendo sólo el 5.066% de los votos.